# Petru Bălan
Petru Vladimir Bălan (* 12. července 1976 Sučava) je bývalý rumunský ragbista, který hrál hlavně jako pilíř. V roce 2006 byl magazínem L'Equipe zvolen do nejlepší sestavy roku TOP14. S klubem Biarritz vyhrál v roce 2005 a 2006 nejvyšší francouzskou ligu, v obou případech si zahrál finále jako hráč základní sestavy. V sezoně 2005/06 prohrál s Biarritz ve finále Evropského poháru mistrů proti irskému Munsteru.
Třikrát se stal vítězem rumunské ligy, dvakrát s klubem Dinamo Bukurešť (2000 a 2001), se kterým vyhrál ve stejných letech i Rumunský pohár a potřetí s týmem RC Timișoara v roce 2012. Za Rumunsko odehrál 53 zápasů a položil 8 pětek (1998 – 2009). V roce 2000, 2002 a 2006 se svou zemí zvítězil na turnaji Rugby Europe Championship. Zúčastnil se MS 1999 a MS 2003. Světového šampionátu v roce 2007 se nezúčastnil kvůli zranění kolene. Kariéru ukončil ve 43 letech. V roce 2022 se stal trenérem mládeže FC Tournon Tain.

## Kariéra

### Klubová kariéra
- 1998 – 2001 Dinamo Bukurešť
- 2001 – 2003 FC Grenoble
- 2003 – 2008 Biarritz
- 2008 – 2009 Saint-Jean-de-Luz OR
- 2009 CA Brive
- 2009 – 2011 US Dax
- 2011 – 2012 RC Timișoara
- 2013 – 2015 La Voulte-Valence
- 2015 – 2016 CS Vienne
- 2016 – 2019 FC Tournon Tain